# Andreas Georg Scherer
Andreas Georg Scherer (* 1964 in Fürth) ist ein deutscher Betriebswirtschaftler. Er ist Professor für Betriebswirtschaftslehre an der Universität Zürich.

## Biografie

### Ausbildung und Beruf
Scherer absolvierte sein Studium der Betriebswirtschaftslehre an der Universität Erlangen-Nürnberg. Von 2000 bis 2002 war er Professor für Management und öffentliche Verwaltung an der Universität Konstanz (Deutschland). Seit 2002 ist er Professor and Lehrstuhlinhaber für Grundlagen der Betriebswirtschaftslehre und Theorien der Unternehmung an der Universität Zürich.
Scherer ist hauptsächlich auf dem Gebiet der Wirtschaftsethik und der Nachhaltigkeit tätig. Er ist Mitglied in der Kommission für Nachhaltigkeit und der Ethik-Kommission der Universität Zürich sowie stellvertretender Ethikbeauftragter des Verbands der Hochschullehrerinnen und Hochschullehrer für Betriebswirtschaft (VHB).
Im Jahr 2020 erhielt er die Ehrendoktorwürde der Fakultät für Wirtschafts- und Sozialwissenschaften der Universität Hamburg.
Scherer ist Mitherausgeber der Zeitschrift Business Ethics Quarterly. Ausserdem ist er Mitglied der Redaktionsausschüsse der Zeitschriften Business and Society, Business Ethics Quarterly, Organization und Organization Studies.

## Forschung
Seine Forschungsschwerpunkte sind Organisationstheorie, Unternehmensethik, Corporate Social Responsibility (CSR) sowie die politische Rolle von Unternehmen in einer globalisierten Welt.
Mehrere seiner Forschungsprojekte wurden vom Schweizerischen Nationalfonds (SNF) gefördert.

### Ausgewählte Arbeiten
Seine Arbeiten wurden über 16’000 Mal in verschiedenen führenden wissenschaftlichen Zeitschriften zitiert. Zu den bekanntesten Arbeiten von Andreas Georg Scherer gehören:
- Horst Steinmann und Andreas Georg Scherer, «Corporate Ethics and Management Theory», in Contemporary Economic Ethics and Business Ethics. Studies in Economic Ethics and Philosophy, Peter Koslowski (Hrsg.), Berlin/Heidelberg/New York: Springer 2000, S. 148–192
- Horst Steinmann und Andreas Georg Scherer, «Managing the Multinational Enterprise in a World of Different Cultures. Some Fundamental Remarks on the Pluralism of Cultures and its Managerial Consequences», in Globalization and Multicultural Societies. Some Views from Europe, Marina Ricciardelli, Sabine Urban, Kostas Nanopoulos (Hrsg.), Notre Dame (IN): Univ. of Notre Dame Press 2003, S. 75–101.
- Andreas Georg Scherer und Guido Palazzo, “The New Political Role of Business in a Globalized World –A Review of a New Perspective on CSR and its Implications for the Firm, Governance, and Democracy”, Journal of Management Studies, Band. 48 (2011) No. 4, S. 899–931, DOI:10.1111/j.1467-6486.2010.00950.x
- Andreas Georg Scherer und Christian Voegtlin, “Corporate Governance for Responsible Innovation: Approaches to Corporate Governance and their Implications for Sustainable Development”, Academy of Management Perspectives, Sonderausgabe über “From Governance of Innovation to Innovations in Governance” (Gastredakteure: Igor Filatotchev & Ruth Aguilera), Band. 34 (2020) 2, S. 182–208, DOI:10.5465/amp.2017.0175.

## Auszeichnungen und Ehrungen
- 2020: Ehrendoktorwürde der Fakultät für Wirtschafts- und Sozialwissenschaften der Universität Hamburg